# Five Families
De Five Families (Nederlands: Vijf Families) zijn de voornaamste misdaadfamilies van de Italiaans-Amerikaanse maffia. Alle hebben hun thuisbasis in New York maar hebben hun wortels in Sicilië.

## Geschiedenis
De families waren, gesuggereerd door Salvatore Maranzano, verantwoordelijk voor de oprichting van de National Crime Syndicate (Nederlands: Nationaal Misdaadsyndicaat) en de Commissie, een raad die de territoria van de voordien strijdende facties vastlegde en de activiteiten van de Cosa Nostra in de Verenigde Staten beheert. Maranzano werd later vermoord door Lucky Luciano die de organisatie beter structureerde.

### Five Families
- Bonanno, met haar wortels in Castellammare del Golfo, Sicilië.
- Colombo, met haar wortels in Villabate, Sicilië.
- Gambino, met haar wortels in Corleone, Sicilië. Aftakking van de familie Morello, geen directe nakomeling.
- Genovese, met haar wortels in Corleone, Sicilië. Directe nakomeling van de familie Morello.
- Lucchese, met haar wortels in Corleone, Sicilië. Aftakking van de familie Morello, geen directe nakomeling.

De families Gambino, Genovese en Lucchese werden opgericht tijdens het uit elkaar vallen van de familie Morello die Oost-Harlem, Manhattan en delen van de The Bronx beheerste. Enkele families zijn ook onder andere namen bekend. Zo wordt de familie Colombo regelmatig familie Profaci genoemd, naar de oprichter Joe Profaci.

### Sixth Family
De Canadese media hebben de Italiaanse maffia in Montreal de bijnaam "The Sixth Family" (Nederlands: De Zesde Familie) gegeven. Historisch is deze verbonden met de New Yorkse familie Bonanno en werd ze geleid door de Cotroni (broers Vic en Frank, wier vader Nick van Calabria was) en later door de Rizzutos (vader en zoon Nick en Vito, wier afkomst terugvoert naar Sicilië). Samen met de Ierse West End Gang en de Frans-Canadese Hells Angels in East End Montreal, vormen zij het Montreal Consortium, dat de drugshandel in Oost Canada, en van daaruit naar de Verenigde Staten, controleert.

## Leiders
Hieronder een tijdlijn met de zittende leiders. De waarnemend leiders (in geval dat een zittende leider veroordeeld werd en vast kwam te zitten), die nog steeds onder de zittende leiders vielen, zijn er dus niet in vermeld.

## Capo di tutti capi
De Capo di tutti capi (Nederlands: Baas der Bazen) is een titel die gegeven wordt aan de voorzitter van de commissie. Voor de Castellammarijnse oorlog werd deze titel gegeven aan de leider van de machtigste familie. Sinds de invoering van de titel in 1900 is deze positie altijd opgevuld door een van de leiders van de vijf families. Alleen de families Colombo en de Lucchese hebben nooit deze positie opgevuld. Hieronder een tijdlijn van de personen (en de daaraan gebonden familie) die deze positie bekleedden.